# 2246 Bowell
2246 Bowell eller 1979 XH är en asteroid i huvudbältet som upptäcktes den 14 december 1979 av den amerikanske astronomen Edward L.G. Bowell vid Anderson Mesa Station. Den är uppkallad efter sin upptäckare.
Asteroiden har en diameter på ungefär 48 kilometer och den tillhör asteroidgruppen Hilda.